# Вюфлан-ле-Шато
Вюфлан-ле-Шато (фр. Vufflens-le-Château) — громада в Швейцарії в кантоні Во, округ Морж.

## Географія
Громада розташована на відстані близько 90 км на південний захід від Берна, 13 км на захід від Лозанни.
Вюфлан-ле-Шато має площу 2,1 км², з яких на 18,6 % дозволяється будівництво (житлове та будівництво доріг), 69,3 % використовуються в сільськогосподарських цілях, 12,1 % зайнято лісами, 0 % не є продуктивними (річки, льодовики або гори).

## Демографія
2019 року в громаді мешкало 883 особи (+13,1 % порівняно з 2010 роком), іноземців було 20 %. Густота населення становила 413 осіб/км².
За віковим діапазоном населення розподілялося таким чином: 25 % — особи молодші 20 років, 60,2 % — особи у віці 20—64 років, 14,7 % — особи у віці 65 років та старші. Було 320 помешкань (у середньому 2,8 особи в помешканні).
Із загальної кількості 163 працюючих 54 було зайнятих в первинному секторі, 9 — в обробній промисловості, 100 — в галузі послуг.